# Pierre Hortala
Pierre Hortala, né le 1er septembre 1880 à Béziers où il est mort le 3 janvier 1926, est un poète français du XXe siècle.

## Biographie
Pierre Lucien Hortala né le 1er septembre 1880 à Béziers, est le fils de Jean Pierre Hortala (1849-1901), avoué et de Rose Marie Bonnet (née en 1857). Il épouse Marie Louise Adélaïde Léoncie Lelu le 18 avril 1904 à Narbonne. 
Dans leur Anthologie des poètes du midi (publiée en 1908), Davray et Rigal rapportent que Pierre Hortala a fait ses études à Béziers et Montpellier, où il se lie d’amitié avec Henry Rigal, Marc Varenne et Ernest Gaubert. Ce groupe de poètes de Béziers fonde en 1898 l’Aube méridionale et publie en 1899 un fascicule consacré aux jeunes poètes des provinces d’Oc. « Cette même année, profitant de la reprise aux arènes de Béziers de la Déjanire de Saint-Saëns et Louis Gallet, ils tentaient pour la première fois de réunir dans cette ville un congrès de poètes. L’idée venait à son heure : elle eut un magnifique succès ». 
Sa fiche matricule 240, classe de 1900, indique qu'il a été exempté du service militaire pour faiblesse générale. Mobilisé en août 1914, il est affecté aux services auxiliaires au 153e régiment d'infanterie à Béziers, nommé caporal en août 1916 puis sergent en octobre 1917. Cette fiche indique qu'il est « décédé le 10 décembre 1925 à Béziers », en contradiction avec la mention marginale apposée à son acte de naissance (7 janvier 1957 à Chartres). 
En 1921, il écrit le ballet Frivolant, sur la musique de Jean Poueigh, dont la représentation se fait à l'Opéra Garnier en mai 1922.
Il collabore à de nombreuses revues comme L'Ermitage, La Plume, La Revue des revues, La Rassegna internationale, Septimanie. Cette revue lui consacre un numéro posthume, avec un hommage intitulé Pierre Hortala, poète d'Oc, écrit par Jean Poueigh et publié le 25 janvier 1926.
Pierre Hortala meurt à Béziers le 3 janvier 1926.

## Œuvres
- Frivolant, ballet en un acte, musique de Jean Poueigh, 1922